# Dasytrogus kuhitangicus
Dasytrogus kuhitangicus är en skalbaggsart som beskrevs av Nikolajev 1976. Dasytrogus kuhitangicus ingår i släktet Dasytrogus och familjen Melolonthidae. Inga underarter finns listade i Catalogue of Life.